# Alfredo Guerrero Ortiz
Alfredo Guerrero Ortiz (Venezuela) es un músico, productor e ingeniero de sonido venezolano.

## Biografía
Guerrero grabó y coprodujo el álbum de jazz Sabana Grande, del pianista, cantante y compositor austriaco Gerry Weil, con el cual ganó el Premio Pepsi en 2020 por el sencillo "Ananda".
Guerrero realizó el sonido de Rosas aburridas, estrenado en el Buenos Aires Festival Internacional de Cine Independiente (BAFICI), del El fin de todas las cosas, estrenado en el Festival de cine venezolano y de Un paseo ultradeformer, estrenado en UN3, en 2024.

## Discografía
- Sabana Grande de Gerry Weil (2020)
- Brasil 1730 de La Vuelta de Brasil (2023)
- Géminis de Azar (2023)

## Filmografía
- Sueño lúcido (2019)
- El fin de todas las cosas (2024)
- Rosas aburridas (2024)

## Premios
| Año  | Premio                        | Obra          | Resultado | Ref.  |
| ---- | ----------------------------- | ------------- | --------- | ----- |
| 2020 | Premios Pepsi Music Venezuela | Sabana Grande | Ganadora  | [ 1 ] |